# Джханси (город)
Джха́нси (англ. Jhansi, хинди झाँसी, урду جھانسی‎) — город в южной части штата Уттар-Прадеш, Индия. Административный центр округа Джханси.
Старое название города Джанси - Балвант Нагар. Он расположен в регионе Бунделкханд, на берегах реки Пахудж, на крайнем юге штата Уттар-Прадеш. Также называемый воротами в Бунделкханд, Джханси расположен вблизи и вокруг рек Пахудж и Бетва на высоте 285 м. Он находится примерно в 420 километрах от столицы страны Нью-Дели и в 315 километрах от столицы штата Лакхнау.
Джханси хорошо связан со всеми другими крупными городами штата Уттар-Прадеш автомобильными и железнодорожными путями. Развитию города способствовал проект развития национальных автомагистралей. В рейтинге Swachh Survekshan 2018 Джханси был признан третьим самым чистым городом штата Уттар-Прадеш и самым быстро развивающимся городом Северной зоны. В городе планируется строительство аэропорта. 28 августа 2011 года Джханси был выбран правительством Индии среди 98 городов для реализации инициативы "умный город".

## Название
Согласно Полу Уолли, название Jhānsī означает "покрытый кустами или подлеском", от варианта стандартного хинди jhāṛ ("кусты, подлесок"; в конечном итоге от санскритского jhāṭa). Окончание -sī представляет собой уменьшительную форму санскритского генитивного суффикса -sya.
Причудливая старая народная этимология имени Jhānsī выводит его из хинди jhāīṁ sī, что означает "подобный тени" (или, в контексте, "довольно нечеткий"). Предположительно, так сказал раджа Джитпура, когда Бир Сингх Део спросил, может ли он увидеть форт в Джханси с крыши своего дворца в Орчхе.

## История

### Восстание сипаев 1857
До начала восстания напряженность в Джханси была обусловлена несколькими факторами. Помимо британской аннексии штата Джханси, другие представители земельной аристократии были недовольны тем, что британцы посягнули на их традиционную власть. Местных жителей также оскорбил тот факт, что после захвата Джханси британцы разрешили забой коров (ранее это было запрещено). Еще одним недовольством было то, что британцы приостановили пожертвования на храм Махалакшми (богини-покровительницы династии Ньюалкаров), которые ранее поступали из доходов, собранных с некоторых деревень: 55 
На этот момент гарнизон состоял исключительно из индийских войск, в него входили пять рот пехоты, кавалерия и артиллерийский отряд, которыми командовали британские офицеры.: 209 

#### Лакшми Баи
Важную роль в истории XIX века этого региона сыграла княгиня Лакшми Баи - национальная героиня Индии.

## География
Абсолютная высота — 284 метра над уровнем моря. Город расположен в исторической области Бунделкханд, на берегах реки Пахундж, примерно в 292 км к юго-западу от Лакнау и в 415 км к юго-востоку от Дели.

## Население
По оценочным данным на 2013 год численность населения составляет 462 758 человек. По данным переписи 2011 года 82 % населения агломерации Джханси исповедуют индуизм; 14,5 % — ислам; 2 % — христианство и 1,5 % — другие религии.
Динамика численности населения города по годам:
| 1991    | 2001    | 2013    |
| ------- | ------- | ------- |
| 311 851 | 383 644 | 462 758 |

## Транспорт
Имеется железнодорожное сообщение. Через город проходят национальные шоссе № 12A, № 25, № 26, № 75 и № 76. Ближайший аэропорт расположен в городе Гвалиор.